# Guy Sautter
Guy Sautter (født 1886, 29. oktober 1961) var en schweizisk badmintonspiller, der vandt All England i 1911, 1913 og 1914.
1. ↑  Navnet er anført på engelsk og stammer fra Wikidata hvor navnet endnu ikke findes på dansk.
2. ↑  Navnet er anført på engelsk og stammer fra Wikidata hvor navnet endnu ikke findes på dansk.